# Camilo Castiblanco
Castiblanco  Cubides est un nom espagnol. Le premier nom de famille, en général paternel, est Castiblanco ; le second, en général maternel, souvent omis, est Cubides.
Jorge Camilo Castiblanco Cubides est un coureur cycliste colombien, né le 24 novembre 1988 à Zipaquirá.

## Biographie
Fin 2015, il s'engage avec l'équipe GW Shimano.

## Palmarès et résultats

### Palmarès par année
- 2010
  - 4e étape de la Vuelta al Tolima
  - Sacrifice Race :
    - Classement général
    - 2e étape
- 2011
  - 3e étape de la Vuelta a Antioquia
  - 1re étape du Tour du Chiapas
- 2012
  - 10e étape de la Vuelta a Chiriquí
- 2013
  - 3e étape du Tour de Rio
  - 5e étape de la Vuelta al Mundo Maya
- 2014
  - 1re étape du Tour de Colombie (contre-la-montre par équipes)
- 2023
  - Vuelta a Cochabamba :
    - Classement général
    - 2e étape

### Classements mondiaux
| Année            | 2009 | 2010 | 2011 | 2012 | 2013 | 2014 | 2015 |
| ---------------- | ---- | ---- | ---- | ---- | ---- | ---- | ---- |
| UCI America Tour | 227e | nc   | nc   | 147e | 135e | 345e | 360e |
| UCI Europe Tour  | nc   | 576e | nc   | nc   | nc   | nc   |      |